# Antonn Jan Frič
Pour les articles homonymes, voir Fritsch et Frič.
Antonn Jan Frič (en allemand, Anton Fritsch), né Antonín Frič le 30 juillet 1832 à Prague, en Bohème, dans l’empire d'Autriche-Hongrie, et mort le 15 novembre 1913 à Prague, est un zoologiste, paléontologue et géologue tchèque ayant longtemps travaillé dans le domaine de l'ornithologie. Il a beaucoup contribué au développement du musée national de Prague (alors Musée impérial de Bohême).

## Biographie
Antonn Jan Frič est issu d'une famille respectable de Prague. Son père, Josef František Frič, a trois autres fils.
Il étudie la jurisprudence puis la médecine. En 1852, il devient professeur, puis  en 1870, professeur associé à Prague. À partir de 1880 il a été professeur de zoologie à l'École polytechnique de Prague, professeur de zoologie à l’université Charles de Prague et directeur du musée national de Prague.
Dès le début de sa carrière universitaire, il s’intéresse au monde des oiseaux, et s’occupe des activités de collecte. Il est l'auteur de la publication Naturgeschichte der Vögel Europa’s (1853-1870), illustré, entre autres choses, de 61 plaques photographiques en couleur de 708 d'espèces européennes d'oiseaux.
Il a également publié dans diverses revues des articles sur la vie des oiseaux de Bohême, de Croatie, de Dalmatie et du Monténégro. Particulièrement exhaustive est sa synthèse Les Oiseaux de Bohême (Die Vögel Böhmens) parue en 1871/1872 dans Le Journal de l'ornithologie (Journal für Ornithologie), basée sur l'œuvre Examen systématique des oiseaux de Bohême d'Anton Alois Palliardi.
Parallèlement à ses activités académiques, Antonn Jan Frič fonde le Comité pour la recherche scientifique par pays de la Bohême, au sein duquel il a parfois joué un rôle de premier plan en tant que secrétaire. Il a un lien avec la société du musée national de Bohême, où il est conservateur des collections de la section zoologique depuis 1855. En 1880, il devient chef du département zoologique et paléontologique du Musée national de Bohême.
Depuis le milieu des années 1860, Antonn Jan Frič examine les strates du Crétacé en Bohême. Il découvre des fossiles de dinosaures sur le territoire tchèque : longtemps considérés comme étant les restes d'autres animaux, ce n'est qu'en juin 2011 que le Musée national annonce que la structure microscopique des fossiles confirme qu'il pourrait s'agir d'os de dinosaures. Les études paléontologiques qu’il a publiées ont contribué à une meilleure compréhension de l'organisation stratigraphique.
Antonn Jan Frič est aussi un expert en ichtyologie (science des poissons) : il introduit dans les rivières des zones structurées en fonction de l'occurrence prédominante de chaque espèce.
Il a également entretenu une correspondance soutenue avec des scientifiques britanniques (ex. : le paléontologue Harry Govier Seeley), chose inhabituelle à l'époque.
En 1880, il est élu membre de l’Académie allemande des sciences Leopoldina.
En 1902, il reçoit la médaille Lyell, récompense scientifique dans le domaine de la géologie décernée par la Société géologique de Londres.
Il est l'oncle du botaniste, ethnographe et explorateur Alberto Vojtěch Frič (1882-1944).

### Écrits parus en France
- 1886 : Note sur un crâne humain trouvé dans l'argile de Podbaba, près Prague [Note sur un crâne humain dans l'argile diluviale de Strvebichovic, près Schlan] par M. Anton Fritsch - Extrait des Archives slaves de biologie, Paris, 111, boulevard Saint-Germain, 2 part. en 1 fasc. in-8°[3]
- 1893 : Le Saumon de l'Elbe (Der Elbelachs) - Prague : F. Řivnáč
- Etudes dans la région de la formation crétacée de la Bohême (Studien im Gebiet der Böhmischen Kreideformation, 1893)

### Œuvre
- 1853-1872 : Naturgeschichte der Vögel Europas (Prague)
- 1867 : Ueber die Callianassen der böhmischen Kreideformation [Les "Callianassae" de la formation crétacée de la Bohême] (Prague : Druck von E. Grégr)
- 1870 : Zur Anatomie der Elephanten-Schildkröte ("Testudo elephantina") (Prague : Druck von Dr. E. Grégr)
- 1872 : Cephalopoden der böhmischen Kreideformation (Prague)
- 1873 : Geologische Bilder aus der Vorzeit Böhmens (Prague)
- 1873 : Arbeiten der zoologischen Section der Landesdurchforschung von Böhmen [Travaux de la section zoologique du comité d'exploration de la Bohême] (Prag : F. Rivnáč)
- 1878 : Die Reptilien und Fische der böhmischen Kreideformation [Les Reptiles et poissons de la formation crétacée de la Bohême] (Prague : F. Řivnáč)
- 1883-1899 : Fauna der Gaskohle und der Kalksteine der Permformation Böhmens [Faune des houilles et calcaires de la formation permienne de la Bohême] (4 tomes, Prague : F. Řivnáč)
- 1885 : Fossile Arthropoden aus der Stenikohlen und Kreideformation Böhmens
- 1887 : Die Crustaceen der böhmischen Kreideformation (Prague)
- 1893 : Der Elbelachs, eine biologisch-anatomische Studie von Prof. Dr. Ant. Fritsch (Prague : F. Řivnáč)
- 1893 : Studien im Gebiet der Böhmischen Kreideformation (Prague)
- 1895 :  O cizopasnících u korýšů a vířníků [Parasites des crustacés et des gyrinides] (V Praze : nákladem české Akademie)
- 1895 : Geologische Karte von Böhmen, publicirt vom Comité für die Landesdurchforschung von Böhmen (Prag : F. Řivnáč)[4]
- 1896 : Ueber neue Wirbelthiere aus der Permformation Böhmens (Prague)
- 1897-1900 : Studien im Gebiete der böhmischen Kreideformation. Palaeontologische Untersuchungen der einzelnen Schichten [Études sur la formation crétacée en Bohême] (Prague : F. Řivnác)[5]
- 1895 : O pestrých barvách některých sladkovodnich korýšů [Sur les couleurs bigarrées de quelques crustacés d'eau douce] (V Praze : nákladem české Akademie)
- 1897-1901 : Untersuchungen über die Fauna der Gewässer Böhmens, écrit en collaboration avec le Dr. V. Vávra (Prag : F. Řivnáč)[6]
- 1904 : Palaeozoische Arachniden (Prague : Selbstverlag)
- 1912 : Studien im Gebiete der Permformation Böhmens [Études sur la formation permienne de la Bohême] (Prag : F. Řivnáč)